# Ordine militare della Croce Tedesca

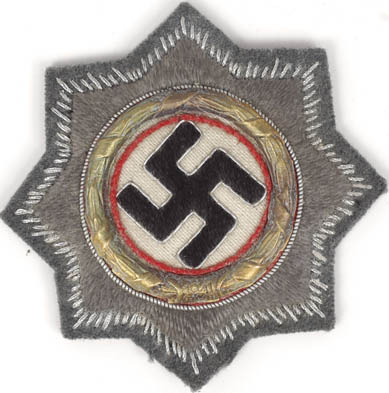
Medaglia d'oro - versione in stoffa

L'Ordine militare della Croce Tedesca (in tedesco Kriegsorden des Deutschen Kreuzes, ma chiamato di solito più semplicemente Deutsches Kreuz) fu un ordine cavalleresco della Germania nazista.

## Storia

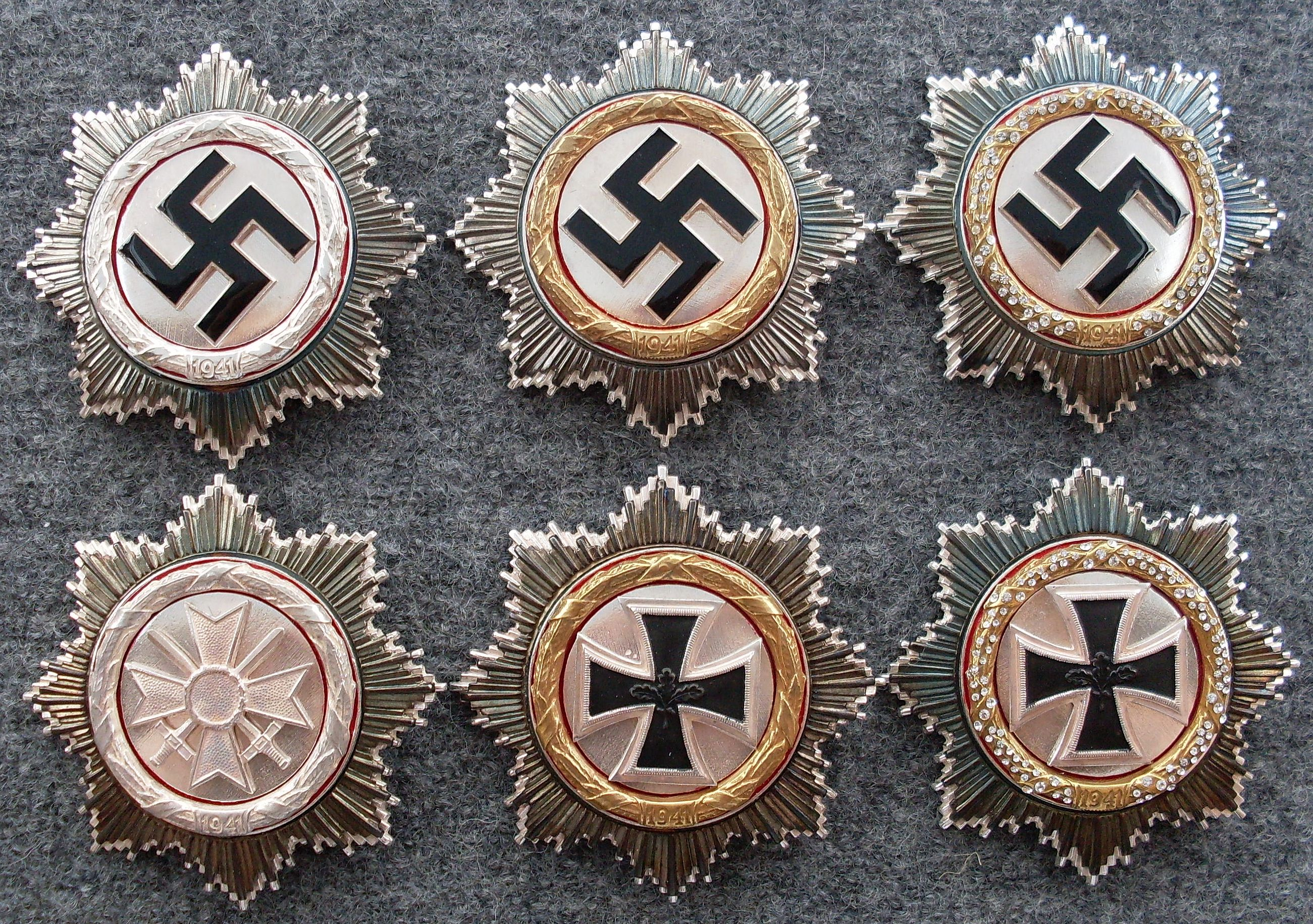
Ordine militare della Croce Tedesca in tutte le sue versioni: in alto da sinistra le medaglie argento, oro e oro-diamanti realizzate sotto il nazismo, sotto da sinistra le medaglie argento, oro e oro-diamanti realizzate nel periodo federale

L'Ordine venne fondato da Adolf Hitler il 28 settembre 1941 quale onorificenza intermedia tra la concessione della Croce di Ferro di I classe e la Croce di Cavaliere della Croce di Ferro.

## Gradi
L'Onorificenza disponeva di due gradi di benemerenza:
- Croce in oro (I classe): concessa per grande coraggio dimostrato sul campo di battaglia. Ne furono concesse 24 204[1]
- Croce in argento (II classe): concessa per grandi dimostrazioni di capacità di comando senza necessariamente la partecipazione diretta ad uno scontro. Ne furono concesse solo 1 114, sensibilmente meno rispetto alla classe più prestigiosa.[2]

Per la fine della guerra venne anche previsto un grado speciale in oro e diamanti ma non venne mai concesso, dal momento che la Germania perse. L'idea della creazione di questo grado pervenne già dal 1942 quando la cancelleria dell'Ordine decise di assegnare le prime 20 croci in oro e diamanti con una cerimonia da svolgersi nell'ottobre di quello stesso anno. Le medaglie vennero realizzate ma non vennero mai concesse e come tale vennero conservate nel castello di Kelheim sino al termine della guerra. Attualmente questi gioielli si trovano al museo dell'accademia militare di West Point negli Stati Uniti.

## Insegna
L'onorificenza consisteva in una stella raggiante in argento del diametro totale di 6,5 centimetri al centro della quale stava un grande tondo smaltato di bianco riportante in nero la svastica nazista. Attorno a questa si trovava un bordo a ghirlanda che poteva essere in oro o in argento a seconda della classe, riportante la data di fondazione dell'Ordine: "1941". La decorazione era molto massiccia e pesante e pertanto dal 1942 venne anche prevista una tipologia dell'insegna realizzata in stoffa da apporre sulle uniformi per rendere il riconoscimento più leggero ma comunque sempre ben visibile.
Il corrispondente nastrino era inesistente dal momento che la decorazione veniva portata sul petto. Ad ogni modo per convenzione faleristica, venne stabilita la presenza di un nastrino nero riportante l'insegna corrispondente.
Nella Repubblica Federale di Germania, nel 1957, fu promulgata una legge (la cosiddetta Ordensgesetz) per regolamentare il diritto ad esibire decorazioni della seconda guerra mondiale. La legge proibiva di portare le decorazioni originali contenenti la svastica, e permetteva di portare riproduzioni senza il simbolo nazista. Nel caso del Deutsches Kreuz in argento, la riproduzione contiene una croce di Malta con spade, mentre nella croce in oro è raffigurata una croce di ferro. Ciò ha dato adito a polemiche, in quanto può dare l'erronea impressione che la croce in oro sia una particolare versione della Croce di Ferro, come per esempio la Blücherstern.